# Apolonio de Atenas
Apolonio, hijo de Néstor, fue un escultor griego de Atenas, que vivió en el siglo I a. C.

## Obras
Se le atribuyen dos obras:
- el Torso del Belvedere (Museos Vaticanos)
- el Púgil en reposo (Roma, Museo Nacional), atribuida al autor por razones estilísticas

Es el creador del famoso Torso del Belvedere , hoy en el Museo Pío-Clementino, uno de los Museos del Vaticano. Firmó el Torso con estas palabras: Ἀπολλώνιος // Νέστορος // Ἀθηναῖος // ἐποίει («obra de Apolonio, hijo de Néstor, de Atenas»).
La estatua fue descubierta en lo que fueron los jardines del Teatro de Pompeyo, en el Campo de' Fiori (campo de las flores) durante el papado de Julio II (1503-1513).
La designación de esta escultura como representación de Hércules fue dada por Winckelmann (probablemente erróneamente) , la interpretación como «un héroe» es más aproximada.